# Rem
Rem (レム) é uma das principais personagens do série de light novel Re:Zero Kara Hajimeru Isekai Seikatsu. Teve sua primeira aparição logo depois dos fatos envolvendo ao roubo do medalhão de Emilia, sempre ao lado de sua irmã mais velha, Ram.
Tudo em si é muito gratificante à maioria do público, sendo que Rem ganhou bastante fama ao decorrer da obra.

## Personalidade
Rem é uma jovem muito quieta, foram poucas as vezes em que se destacou no início da obra. Ao lado de sua irmã, que aparenta ter uma personalidade familiar, ela é muito calma, sempre empenhada em fazer as atividades da mansão de Roswaal e ajudar a seus amos.
Mesmo mantendo essa personalidade calma e sensata, Rem muitas vezes acaba mostrando um outro lado seu. Sendo um demônio, ela possuía certos poderes e habilidades únicas, no entanto, caso as use de forma exagerada acaba por perder o controle de suas ações, principalmente quando seu chifre é ativado. Em sua fase "inconsciente", a mesma se torna mais agressiva, parecendo ter uma sede incessante por matar.

## Aparência
Rem é uma jovem de estatura baixa e magra, tendo um busto bem avantajado. Seu cabelo curto em um azul claro está sempre bem organizado, com uma tiara de flores brancas e sua franja que cobre praticamente todo seu olho direito. Seus olhos grandes e bonitos, também em um azul bem claro, se modificam em diversas expressões e ganham um tom mais escuro quando a mesma perde o controle.
Suas vestes são bem complicadas de descrever, mas basicamente é um uniforme comum de empregada, um pouco mais habituado às características do local em si. Ele se mantém na cor branco e preto, sendo uma saia preta, coberta por um avental branco. A parte de cima também branca, desce por trás da saia, formando duas abas, tendo mangas longas e largas na cor preta. Junto com o uniforme, a mesma está sempre com meia-calça branca e sapatos pretos.